# Flik 16
A Fliegerkompanie 16 (rövidítve Flik 16, magyarul 16. repülőszázad) az osztrák-magyar légierő egyik repülőszázada volt.

## Története
A századot 1914-ben, a világháború kitörése előtt alapították. Október 13-án tartalékba helyezték és Sankt Veit an der Glan tábori repülőterére irányították további képzésre. A frontszolgálatot Olaszország hadba lépése után kezdte el, Aisovizzából indult bevetéseire. 1916. február 14-én a század négy gépet küldött a Milánó elleni első távolsági bombatámadás kötelékébe. 1917 júliusában átszervezték a légierőt és a század hadosztály-felderítői (Divisions-Kompanie, Flik 16D) feladatot kapott. 1917. október 24-én a századot áthelyezték a 10. Isonzó-hadsereg Conrad-hadseregcsoportjához és részt vett a 12. isonzói csatában. Ekkor bázisa Villachban volt. 1918 szeptemberében hadtesthez rendelt alegységgé (Korps-Kompanie, Flik 16K) minősítették. Október 15-én a Belluno-hadseregcsoport alárendeltségébe került és Feltrébe vezényelték át. 
A háború után a teljes osztrák légierővel együtt felszámolták.

## Századparancsnokok
- Schuszter Richárd százados
- Altadonna György főhadnagy
- Raoul Stojsavljevic százados
- Erwin Schwarzböck százados

## Ászpilóták
| Név                 | Légi győzelmek a században |
| ------------------- | -------------------------- |
| Raoul Stojsavljevic | 9                          |
| Josef Friedrich     | 5                          |
| Összesen:           | 14 igazolt légi győzelem   |

## Századazonosítók
A századjelvény kör alakú, aranyszínű, domborított. Rajta babérkoszorúval körbevéve széttárt szárnyú sas, karmai között egyenes oldalú pajzzsal, amin a SÜD/WEST/FLIEGER/KOMP/16 felirat látható. A sas mögött hegycsúcsok.
A 11. hadsereg alárendeltségében a század gépeinek oldalára ferde piros (néha fekete) csíkot festettek fel. Előfordult piros törzsgyűrű is.  

## Repülőgépek
A század pilótái a következő gépeket repülték:
- Lohner B.VII
- Hansa-Brandenburg C.I
- Hansa-Brandenburg D.I
- UFAG C.I